# تيم كلارك (لاعب كرة قدم)
تيم كلارك (بالإنجليزية: Tim Clark)‏ (5 يونيو 1959 بسانت لويس في الولايات المتحدة - ) هو لاعب كرة قدم أمريكي وبريطاني في مركز الدفاع. لعب مع منيسوتا كيكس ‏ وكنساس سيتي كومتس ‏ وPhiladelphia Fever (MISL) ‏.